# Kamado Tanjirō
Kamado Tanjirō (Nhật: 竈門 炭次郎 (Táo Môn Thán Trị Lang)) là một nhân vật hư cấu và là nhân vật chính trong loạt manga Thanh gươm diệt quỷ của tác giả Gotōge Koyoharu. Tanjirō trở thành kiếm sĩ để đưa em gái hóa quỷ của mình là Nezuko trở lại thành người và trả thù cho những người thân bị quỷ tàn sát. Bên cạnh anime do Ufotable chuyển thể từ truyện, Tanjirō còn xuất hiện trong một light novel đóng vai trò là phần tiền truyện của manga.
Gotōge sáng tạo ra Tanjirō dựa theo gợi ý từ biên tập viên của mình về việc xây dựng một nhân vật chính tươi sáng nổi bật hẳn trên nền chuyện đời đen tối của cậu. Thiết kế của Tanjirō chịu ảnh hưởng từ nhân vật Himura Kenshin trong manga Lãng khách Kenshin của Watsuki Nobuhiro. Hanae Natsuki, Zach Aguilar và Nguyễn Ánh Vân lần lượt đảm nhiệm vai trò lồng tiếng Nhật, tiếng Anh và tiếng Việt cho nhân vật.
Tanjirō nhận được nhiều lời khen ngợi từ các nhà phê bình manga và anime vì bản tính tốt bụng và đối xử tốt với em gái mình trên hành trình trở thành một chiến binh mạnh mẽ. Điều này cũng giúp nhân vật và giành được nhiều giải thưởng dựa trên độ phổ biến của cậu, trong đó có một giải dành cho vai diễn của Hanae, bên cạnh đó phần thể hiện của Aguilar cũng được đánh giá cao.

## Sáng tạo và thiết kế

Phác thảo ban đầu của Nezuko và Tanjirō

Gotōge Koyoharu nảy sinh ý tưởng về Kamado Tanjirō khi sáng tác một one-shot mang đậm màu sắc Nhật Bản. Katayama Tatsuhiko, biên tập viên của vị tác giả, bày tỏ sự lo lắng rằng one-shot này quá đen tối với độc giả trẻ và đề nghị Gotōge thử tạo ra một nhân vật chính "tươi sáng hơn". Gotōge gặp phải một số khó khăn nhất định trong quá trình sáng tạo nhân vật do cậu và cốt truyện đen tối có sự tương phản rõ rệt. Khi phát hành chương 7 của manga, Gotōge đã vẽ một tấm cover hình Tanjirō vung kiếm và mỉm cười. Tuy nhiên, để không đi ngược lại màu sắc u tối trong manga, vị tác giả đã loại bỏ bản vẽ này và thay vào đó là một Tanjirō với biểu cảm nghiêm trọng.
Trong thiết kế ban đầu, Tanjirō không có sẹo hay đeo hoa tai nhưng Katayama đã đề nghị Gotōge thêm vào. Vết sẹo trên trán Tanjirō được lấy cảm hứng từ nhân vật Himura Kenshin trong manga Lãng khách Kenshin của Watsuki Nobuhiro, còn đôi bông tai khiến cậu trông có vẻ nữ tính nhưng cũng là một điểm khiến cậu nổi bật. Trong quá trình xây dựng dàn nhân vật, Tanjirō có bốn nhân vật phụ đồng hành, những người bạn sẽ giúp trung hòa lẫn nhau nhờ các kĩ năng riêng biệt của bản thân. Vị biên tập viên nhận xét về Tanjirō: "[Cậu ấy] không phải kiểu nhân vật nam chính bạn thường thấy. Cậu ấy rất tốt bụng. Nezuko là em gái cậu, vậy nên cậu đứng trên vị thế của một người không thể cứ thế mà nói rằng con quỷ nào cũng xấu xa. Cậu ấy đang đứng trong vùng xám."
Takahashi Yuma, nhà sản xuất đứng sau bản chuyển thể anime, cho biết anh rất thích vai trò của Tanjirō trong manga và đó cũng là lý do anh bắt đầu đọc bộ truyện. Để khắc họa Hơi thở của Nước của Tanjirō, Ufotable đã lấy cảm hứng từ lối vẽ tranh ukiyo-e của họa sĩ Hokusai. Cảnh chiến đấu đầu tiên giữa Tanjirō và Giyū cũng được đồ họa kỹ lưỡng để mang đến cho người xem những chiêu thức lôi cuốn. Ufotable tái hiện các chiêu thức dựa trên làn nước của Tanjirō bằng cách vẽ tay rồi xử lý qua CGI. Takahashi tiết lộ trận chiến giữa Tanjirō và Rui là một trong những cảnh quay được studio dành nhiều công sức nhất. Anime sử dụng một bài hát chủ đề có tựa đề "Kamado Tanjirō no Uta", thể hiện quyết tâm của Tanjirō, người đứng lên từ hố sâu tuyệt vọng để đấu tranh và bảo vệ em gái mình.

Đôi bông tai hình Húc Nhật kỳ của Tanjirō được hiệu chỉnh khi anime công chiếu tại Trung Quốc để tránh gây phản cảm cho khán giả.

Khi anime công chiếu ở Trung Quốc, thiết kế của Tanjirō có một chút thay đổi. Do lo ngại họa tiết mang phong cách Húc Nhật kỳ trên hoa tai của cậu có thể khiến khán giả Trung Quốc đại lục cảm thấy bị xúc phạm nên nó đã được hiệu chỉnh.

### Diễn viên lồng tiếng
Hanae Natsuki đảm nhiệm vai trò lồng tiếng Nhật cho Tanjirō. Trong suốt sự nghiệp của mình, Hanae đã nhiều lần vào vai nhân vật bất hạnh, do đó anh nhận thấy Tanjirō không quá khó để thể hiện cũng vì cậu rất thật thà. Diễn viên lồng tiếng cho Nezuko, Kitō Akari, cho biết với cô Hanae giống như một người anh lớn khi luôn ủng hộ và sẵn sàng ở lại chờ đợi cho đến khi cô hoàn thành một cảnh quay khó nào đó dù anh đã xong phần mình, còn Hanae cũng coi Kitō như một người em gái. Anh cũng cho biết mình làm việc tốt hơn khi xung quanh có những người mà anh thân thiết. Hanae thích phong cách chiến đấu của Tanjirō và chia sẻ rằng thường hò hét bằng giọng Tanjirō khi chơi trò chơi điện tử. Anh bày tỏ trân trọng tình cảm mà khán giả loạt anime dành cho mình.
Vốn là một fan cứng của bộ truyện, diễn viên lồng tiếng Anh Zach Aguilar cho biết anh đã cực kì phấn khích khi được trao vai Tanjirō và vui mừng trước sự ủng hộ của nhiều người hâm mộ. Allegra Clark tiết lộ cô cảm thấy rất xúc động khi lồng tiếng Anh cho Tanjirō thời nhỏ.

## Xuất hiện

### TrongThanh gươm diệt quỷ
Nhân vật chính của Thanh gươm diệt quỷ, Kamado Tanjirō, là con trai cả trong một gia đình làm nghề bán than để kiếm sống. Trong chương đầu tiên của manga, cả gia đình cậu bị một con quỷ tàn sát, chỉ có em gái cậu Nezuko còn sống nhưng lại hóa thành quỷ. Sau khi chứng kiến kỹ năng chiến đấu của Tanjirō cũng như việc Nezuko không ăn thịt anh trai mình, Tomioka Giyū gửi gắm hai anh em cho người thầy cũ của mình để huấn luyện Tanjirō thành một kiếm sĩ diệt quỷ. Sau hai năm rèn luyện thể chất và mài dũa kiếm thuật, Tanjirō học được chiêu thức "Hơi thở của Nước" (水の呼吸法 Mizu no Kokyū-hō). Vượt qua bài kiểm tra cuối cùng, Tanjirō chính thức gia nhập Sát quỷ Đoàn. Tanjirō tình cờ bắt gặp Muzan, tên chúa quỷ đã đồ sát cả gia đình cậu, nhưng hắn bày trò khiến cậu mất dấu. Muzan tỏ ra chú ý đến những lời Tanjirō nói và đôi bông tai Hanafuda hình mặt trời mọc của cậu, ra lệnh cho đàn em mình tìm giết cậu. Hai anh em Kamado gặp được nữ quỷ lương thiện Tamayo và nhận lời hỗ trợ cô trong việc nghiên cứu cách chữa trị Nezuko. Do đó, Tanjirō bắt đầu thu thập mẫu máu từ những con quỷ mà cậu đánh bại.
Trên đường làm nhiệm vụ, Tanjirō lập nhóm với hai người bạn kiếm sĩ Zenitsu và Inosuke. Trong trận chiến với một thành viên của Thập Nhị Quỷ Nguyệt, Tanjirō nhớ lại điệu nhảy truyền thống của gia đình mà cha cậu muốn con trai mình truyền lại cho thế hệ sau cùng với đôi bông tai hình mặt trời mọc. Tanjirō bắt chước theo điệu nhảy của cha, qua đó thi triển chiêu thức Hỏa thần Thần lạc (ヒノカミ神楽 "Điệu múa tế Hỏa thần"), vốn dựa trên hơi thở khởi nguyên là Hơi thở của Mặt trời (日の呼吸 Hi no Kokyū). Tanjirō được vị chúa công của Sát Quỷ Đoàn cho phép tiếp tục làm kiếm sĩ dù có em gái là quỷ. Cùng với các Trụ cột và thành viên Sát Quỷ Đội, Tanjirō tham gia vào nhiều trận chiến cam go chống lại Thập Nhị Quỷ Nguyệt. Khi Nezuko trở thành mục tiêu săn đuổi của Muzan, Tanjirō cùng toàn đoàn diệt quỷ tham gia vào một cuộc huấn luyện nghiêm ngặt để chuẩn bị cho trận chiến sắp tới.
Trong trận chiến cuối cùng chống lại Muzan, Tanjirō cùng đồng đội bị nhốt vào Pháo Đài Vô Cực, một mê cung vô tận và là hang ổ của Thập Nhị Nguyệt Quỷ. Trúng độc dược của kẻ thù, trước bờ vực của cái chết, Tanjirō nhìn thấy trong tiềm thức cuộc gặp gỡ giữa tổ tiên của mình và người khai sinh ra hơi thở khởi nguyên, thứ được truyền qua các thế hệ nhà Kamado dưới hình thức điệu nhảy của Hỏa thần. Với thông tin thu thập được qua "giấc mơ" kì lạ, Tanjirō thức tỉnh và tiếp tục cùng các đồng đội chiến đấu, cuối cùng tiêu diệt được Muzan nhưng bị thương nặng. Muzan dồn mọi hy vọng cuối cùng vào Tanjirō và biến cậu thành quỷ. Hoàn toàn mất ý thức, Tanjirō điên cuồng tấn công bạn bè mình và cho thấy bản thân còn nguy hiểm hơn Muzan do kháng được ánh sáng mặt trời. Nhờ nỗ lực của những người anh em chí cốt và Nezuko, cậu đã trở lại thành người giống như em gái mình, mặc dù một bên mắt và cánh tay mọc lại khi cậu hóa quỷ gần như mất hết chức năng. Sau trận chiến, Tanjirō trở về nhà với em gái và bạn bè mình. Cậu được cho là đã kết hôn với người đồng đội Tsuyuri Kanao và hậu duệ của họ đang tận hưởng cuộc sống thanh bình không có bóng dáng quỷ dữ.

### Trong các phương tiện truyền thông khác
Ra mắt tại Nhật Bản vào ngày 4 tháng 2 năm 2019, cuốn light novel có tựa đề Thanh gươm diệt quỷ: Đóa hoa hạnh phúc (鬼滅の刃 しあわせの花 Kimetsu no Yaiba Shiawase no Hana?) xoay quanh cuộc đời của Tanjirō và Zenitsu trước khi loạt truyện chính bắt đầu. Tanjirō cũng là gương mặt đại diện của nhiều loại mặt hàng. Cậu còn là một nhân vật trong trò chơi điện tử Kimetsu no Yaiba Hinokami Keppūtan (鬼滅の刃 ヒノカミ血風譚? Kimetsu no Yaiba: Biên niên sử Hoả thần).

## Đón nhận

### Đánh giá chuyên môn
Giới phê bình dành sự đón nhận tích cực cho Tanjirō ngay từ khi cậu mới được giới thiệu. Gọi Tanjirō là "làn gió mới mang đầy sức hút", Otaku USA nhận thấy cậu rất khác biệt so với khuôn mẫu nhân vật chính shōnen điển hình, bởi lẽ Tanjirō chỉ chiến đấu vì một mục đích duy nhất là tìm ra phương pháp chữa trị cho Nezuko thay vì phấn đấu trở thành kẻ mạnh nhất và đặc biệt, cậu có khả năng đồng cảm với kẻ thù, điều hiếm thấy trong một anime chiến đấu. Bên cạnh đó, chuyên trang này cũng thích cách Tanjirō luôn nói chuyện với âm lượng vừa phải trừ khi đang trong trận chiến. IGN nhận định rằng dù Thanh gươm diệt quỷ có những điểm tương đồng nhất định so với các anime cùng thể loại, Tanjirō với trái tim nhân hậu chính là yếu tố giúp tác phẩm trở nên nổi bật hơn hẳn, so sánh cậu với nhân vật Allen Walker trong D.Gray-man, người cũng bày tỏ sự thương cảm với kẻ thù trong lúc tiêu diệt chúng. Fandom Post thích sự tôn trọng mà Tanjirō dành cho mọi người xung quanh, bao gồm cả phe ác mà chủ yếu là loài quỷ và tin rằng đó là lý do cậu rất được yêu mến. ComicBookBin nhận thấy Tanjirō có khả năng khiến độc giả rất đỗi đồng cảm với nỗi đau mà cậu phải trải qua để cứu em gái mình, gọi cậu là kiểu nhân vật khiến người ta "thích ngay lập tức" và là "ngôi sao của bộ truyện".
Anime Inferno nhận xét "Tanjirō và Nezuko tạo thành một bộ đôi tuyệt vời và là hai nhân vật chính rất thú vị" và rằng "anime hay nhất khi hai anh em chiến đấu cùng nhau." Tình anh em giữa Tanjirō và Nezuko được IGN đánh giá là "một trong những điều đáng quý nhất của Thanh gươm diệt quỷ, nếu không muốn nói là trái tim và linh hồn của câu chuyện". Về câu nói muốn trở nên mạnh hơn của Tanjirō trong tập 23 anime, Manga.Tokyo nhận định đây là một dấu hiệu cho thấy cậu đang chạy đua với thời gian, với sức trẻ để đưa em gái mình trở lại thành người trước khi quá già và buộc phải để Nezuko lại một mình. Anime News Network dành lời khen cho trang phục của Tanjirō và Nezuko vì nó tái hiện được gia cảnh nghèo khó nhưng giàu tình yêu thương của hai anh em.
Manga.Tokyo đánh giá ngoại hình của Tanjirō nổi bật so với nhiều nhân vật anh hùng shōnen trong thời gian qua và bày tỏ sự xúc động khi cậu cầu xin Giyū tha mạng cho em gái mình. Diễn xuất của Hanae trong phân cảnh này cũng được chuyên trang trên khen ngợi. Anime News Network cho rằng trận đánh giữa Tanjirō và Giyū dù ngắn nhưng cho thấy cậu hoàn toàn có tiềm năng chiến đấu, dù tình tiết này có phần dễ đoán. Fandom Post thích màn ra mắt trên anime của Tanjirō do Ufotable đã tái hiện tốt cú sốc của nhân vật trước thảm kịch của gia đình mình và cách cậu chiến đấu với Giyū để bảo vệ em gái. Chuyên trang này cũng bày tỏ sự thích thú với việc kĩ năng của Tanjirō đã trở nên cực kì điêu luyện trong tập 10 của manga, một trong những lý do đúng đắn để tiếp tục theo dõi bộ truyện. Aguilar cũng nhận được nhiều khen ngợi khi đảm nhiệm vai trò lồng tiếng cho Tanjirō.

### Độ phổ biến
Tanjirō là một nhân vật có độ phổ biến rộng rãi. Cậu xếp vị trí thứ nhất với 6.742 phiếu bầu trong cuộc thăm dò đầu tiên về độ nổi tiếng của các nhân vật Thanh gươm diệt quỷ. AnimeAnime thực hiện một cuộc khảo sát vào năm 2020 liên quan đến nhân vật Tanjirō. Độc giả đã chọn lần đầu tiên cậu sử dụng hơi thở của lửa là cảnh hành động xuất sắc nhất mà nhân vật từng thực hiện. Ngoài ra, những câu nói thể hiện tình anh em giữa Tanjirō và Nezuko cũng được bình chọn là hay nhất trong manga. Theo một cuộc thăm dò năm 2020 do công ty giáo dục và xuất bản Benesse thực hiện, có sự tham gia của 7.661 trẻ em Nhật Bản từ lớp 3 đến lớp 6 (5.170 bé gái và 2.491 bé trai), Kamado Tanjirō xếp hạng 1 trong top 10 người được các bé ngưỡng mộ nhất, đẩy bố, mẹ và giáo viên của các em xuống vị trí thứ 2, 4 và 5, còn những vị trí khác trong danh sách đều thuộc về các nhân vật trong Thanh gươm diệt quỷ. Theo Comic Book Resources, đôi bông tai Hanafuda của Tanjirō cũng rất nổi tiếng trong cộng đồng người hâm mộ.
Tháng 2 năm 2020 tại lễ trao giải Anime Crunchyroll, Tanjirō giành chiến thắng tại hạng mục "Best Boy" và cuộc chiến giữa Tanjirō và Nezuko chống lại Rui giành giải "Cảnh chiến đấu hay nhất". Tập phim này cũng được nhiều nhà phê bình trong đó có IGN nhận xét là một trong những tập phim truyền hình hay nhất mọi thời đại dựa trên mặt hình ảnh và cách tập phim được thực hiện. Tanjirō đã giành chiến thắng tại hạng mục "Nhân vật nam xuất sắc nhất" của Newtype trong khi Hanae cũng được trao giải cho vai diễn của mình. Tanjirō xuất hiện trong bài báo của TV Time giới thiệu những nhân vật xuất sắc nhất năm 2019. Một tấm thẻ hình Tanjirō và các Trụ cột minh họa bởi tác giả Sorachi Hideaki của Gintama đã được tặng cho các khán giả đến xem bộ phim Gintama: The Final trong tuần đầu tiên công chiếu.

#### Bản quyền nhân vật
Tháng 11 năm 2020, cảnh sát Hồng Kông đăng tải hình ảnh linh vật cho chiến dịch chống lừa đảo của mình với nhiều đặc điểm ngoại hình giống Tanjirō. Hành động này đã nhận về nhiều sự chỉ trích từ người dân Hồng Kông, cho rằng cảnh sát đã sao chép gần như y hệt tạo hình của Tanjiro và thậm chí cáo buộc họ đã vi phạm luật bản quyền. Nhà hoạt động thuộc phe dân chủ Hồng Kông Agnes Chow bày tỏ sự thất vọng, cho rằng cảnh sát đã lợi dụng Thanh gươm diệt quỷ làm công cụ quảng cáo. Đáp lại, cảnh sát Hồng Kông khẳng định đây là sản phẩm sáng tạo nguyên bản của họ. Tháng 7 năm 2021, Shūeisha nộp đơn đăng ký nhãn hiệu độc quyền mẫu họa tiết trên trang phục của một số nhân vật Thanh gươm diệt quỷ trong đó có Tanjirō, nhưng bị Văn phòng Sáng chế Nhật Bản chính thức có văn bản từ chối vào tháng 9 cùng năm với lý do họa tiết này quá phổ biến và chưa đủ độ độc đáo. Dẫu vậy, trước đó nhà xuất bản này đã từng đăng ký thành công nhãn hiệu độc quyền cho họa tiết trang phục của một số nhân vật khác trong bộ truyện, lý giải hành động này nhằm hạn chế việc mua bán những mặt hàng nhái kém chất lượng ăn theo.